# 高橋涼子
高橋 涼子（たかはし りょうこ、1973年8月29日 - ）は、日本、山形県真室川町出身の元バイアスロン選手。日本大学を卒業後、陸上自衛隊冬季戦技教育隊に所属。1998年長野オリンピック、2002年ソルトレークシティオリンピック女子バイアスロン日本代表。

## プロフィール
1994年全日本スキー選手権大会ノルディックスキー・距離女子30キロで2位などの実績を残し、1996年大学卒業の後2等陸曹で入隊、クロスカントリースキーからバイアスロンに転向する。1997年ワールドカップ女子7.5キロスプリントで9位に入った。1998年2月9日、長野オリンピック女子15キロに出場。苦手と語る射撃では20発のうち17発を命中させる結果を見せ、56分17秒4の記録で6位に入賞した。2月15日女子7.5キロでは射撃に精彩を欠き55位となった。2月19日、女子4×7.5キロリレーに第4走者として出場したが、第3走者に続いて坂で転倒するなどアクシデントがあり日本代表は14位となった。長野五輪の功績により3等陸尉に特別昇任する。
2002年、2度目のオリンピックとなるソルトレイクシティオリンピックに出場。女子7.5キロ28位、女子10キロ追い抜き36位女子15キロ50位の成績を残した。また女子4×7.5キロリレーに第4走者として出場し、14位となった。また1997年、1999年-2001年の4度世界選手権に出場を果たしている。ソルトレイクシティオリンピック後、現役引退し、陸上自衛隊を退職した。

## 主な戦績
- 高橋涼子 - Olympedia（英語） 参照
- 1998年 長野オリンピック
  - 15キロ - 6位 56分17秒4（オリンピックバイアスロン日本代表として男女通しての歴代最高順位）
  - 7.5キロ - 55位
  - 4×7.5キロリレー - 14位
- 2002年 ソルトレイクシティオリンピック
  - 7.5キロ - 28位 22分58秒3
  - 10キロ追い抜き - 36位 35分20秒6
  - 15キロ - 50位 54分18秒0
  - 4×7.5キロリレー - 14位 1時間35分09秒8

## 参考資料・外部リンク
- JOC - ソルトレイクオリンピックシティオリンピック情報
- 信濃毎日新聞 - バイアスロン女子15キロ 高橋、日本女子初の6位入賞